# Київський розспів
Київський розспів або київський наспів — один із розспівів української церковної музики. Є південною гілкою знаменного розспіву.
Відомі два різновиди — повний (великий) і скорочений (малий або звичайний).

## Історія
Походження київського розспіву не цілком з'ясоване. Музикознавці фіксують, що вже наприкінці Пізнього Середньовіччя (XV століття) в українських церквах були розспіви: київський, києво-печерський (лаврський, відмінний від київського), чернігівський, болгарський.
Найпопулярнішим в Україні стає саме київський розспів. Це обумовлено найбільш розвиненою тенденцією розвитку мелодії та зближення з українськими народними піснями. Традиційно підпорядкований системі восьмиголосся і діатонічному звукорядові, київський розспів був краще впорядкований за своїм мелодійним та ритмічним складом – порівняно з давнім «класичним» знаменним співом. Ця впорядкованість полягала в тому, що поспівок стало менше, мелодії коротші, але кращі за звучанням; а головне – чітко розмежовані на речитативні та співані частини.
Київський розспів на межі Середньовіччя та Нової доби дав розуміння і приклад для більшості церковних хорів на українських землях, яке інтонаційне багатство міститься в українських народних піснях і як треба, не порушуючи канону, вводити відшліфовані в народних піснях інтонації в русло церковних піснеспівів. Найперше народна пісенна мелодика була впроваджена в церковних піснеспівах у шостому голосі. Це ніжний елегійний спів з багатством модуляцій голосу, з розспівом так званого квінтового мінорного тону. Цей чудовий винахід мелодійного звучання шостого голосу згодом повторювали й розвивали українські композитори – аж до нашого часу; зокрема скарби розмаїтих мелодійних інтонацій шостого голосу використовував диригент Олександр Кошиць.
У Москві київський розспів почав поширюватися в XVII ст. (після приєднання України до Московії). Київським розспівом викладено частину піснеспівів Обіходу.
У рукописах другої половини XVII ст. трапляються багатоголосі обробки київського розспіву.

## Твори
- Архієпископ Гавриїл (у миру Григорій Маркелович Чепура) "Чертог Твій", київський розспів. Берклі (Каліфорнія), 1973.
- Псалом № 103 «Благослови, душе моя, Господа» київського розспіву. Рукопис кінця XVII ст.